# Menathais
Genre
Menathais est un genre de mollusques gastéropodes de la famille des Muricidae. Ce sont des espèces prédatrices.

## Liste des espèces
Selon World Register of Marine Species (26 février 2021) :
- Menathais bimaculata (Jonas, 1845)
- Menathais intermedia (Kiener, 1836)
- Menathais tuberosa (Röding, 1798)
- † Menathais viciani Z. Kovács, 2018

## Publication originale
- (en) Tom Iredale, « The Middleton and Elizabeth Reefs, South Pacific Ocean-Mollusca », Australian Zoologist, Sydney, Royal Zoological Society of New South Wales (d), vol. 8,‎ 1937, p. 232-261 (ISSN 0067-2238 et 2204-2105, OCLC 1782007, lire en ligne).